# Konstantin von Neurath
Konstantin Freiherr von Neurath (Kleinglattbach, 2 de fevereiro de 1873 — Enzweihingen, 14 de agosto de 1956) foi um diplomata alemão, Ministro das Relações Exteriores da Alemanha Nazista (1932-1938) e Reichsprotektor (Governador) da Boêmia e Morávia (1939-1941).
Foi um dos réus do Julgamento de Nuremberg, onde, acusado de conspiração, crimes contra a paz,  crimes de guerra e crimes contra a humanidade foi sentenciado a 15 anos de prisão, mas foi libertado em 1953 por problemas de saúde e idade avançada, tendo sofrido um ataque do coração. 
Morreu em 1956 na cidade de Enzweihingen, aos 83 anos de idade.